# Лар (Айфель)
Лар (нем. Lahr) — община в Германии, в земле Рейнланд-Пфальц.
Входит в состав района Айфель-Битбург-Прюм. Подчиняется управлению Нойербург. Население составляет 186 человек (на 31 декабря 2010 года). Занимает площадь 7,23 км².